# Country-Musik 1990
Die Liste bietet eine Übersicht über das Jahr 1990 im Genre Country-Musik.

## Ereignisse
- 20. Januar – Die Hot-Country-Singles-Charts werden zu reinen Airplay-Charts. Gleichzeitig werden die Charts von 100 auf 75 Positionen verkürzt.[1]
- 3. Februar: Nobody's Home von Clint Black wird die erste Nummer-Eins-Single, die sich drei Wochen auf der Position hält, seit Randy Travis’ Song Forever, Ever and Ever, Amen
- 7. April: Randy Travis bleibt mit Hard Rock Bottom of Your Heart vier Wochen auf Platz 1, der letzte Song, der so lange in den Charts blieb, war Mamas Don't Let Your Babies Grow Up to Be Cowboys von Waylon Jennings und Willie Nelson (1978)
- 7. Juli: George Straits Love Without End, Amen bleibt fünf Wochen auf der Eins, das erste Mal seit Dolly Partons Here You Come Again (1977)

## Top Hits des Jahres

### Jahres-End-Charts
Dies ist die Top 10 der Year-End-Charts, die vom Billboard-Magazin erhoben wurde.
1. Nobody's Home – Clint Black
2. Hard Rock Bottom of Your Heart – Randy Travis
3. On Second Thought – Eddie Rabbitt
4. Love Without End, Amen – George Strait
5. Walkin' Away – Clint Black
6. I've Cried My Last Tear For You – Ricky Van Shelton
7. No Matter How High – Oak Ridge Boys
8. Help Me Hold On – Travis Tritt
9. Chains – Patty Loveless
10. Here in the Real World – Alan Jackson

### Nummer-1-Hits
- 13. Januar – It Ain't Nothin‘ – Keith Whitley
- 20. Januar – Nobody's Home – Clint Black
- 10. Februar – Southern Star – Alabama
- 17. Februar – On Second Thought – Eddie Rabbitt
- 3. März – No Matter How High – Oak Ridge Boys
- 10. März – Chains – Patty Loveless
- 17. März – Hard Rock Bottom of Your Heart – Randy Travis
- 14. April – Five Minutes – Lorrie Morgan
- 21. April – Love On Arrival – Dan Seals
- 12. Mai – Help Me Hold On – Travis Tritt
- 19. Mai – Walkin' Away – Clint Black
- 2. Juni – I've Cried My Last Tear For You – Ricky Van Shelton
- 9. Juni – Love Without End, Amen – George Strait
- 14. Juli – The Dance – Garth Brooks
- 4. August – Good Times – Dan Seals
- 18. August – Next to You, Next to Me – Shenandoah
- 8. September – Jukebox in My Mind – Alabama
- 6. Oktober – Friends in Low Places – Garth Brooks
- 3. November – You Lie – Reba McEntire
- 10. November – Home – Joe Diffie
- 17. November – You Really Had Me Going – Holly Dunn
- 24. November – Come Next Monday – K.T. Oslin
- 8. Dezember – I've Come to Expect It From You – George Strait

### Weitere Hits
Die Auswahl beschränkt sich auf Songs, die in den Country-Billboard-Charts in die Top 20 gekommen sind.
| US | Single                                                | Artist                            |
| -- | ----------------------------------------------------- | --------------------------------- |
| 17 | Ain't Necessarily So                                  | Willie Nelson                     |
| 15 | Ain't Nobody's Business                               | Hank Williams Jr.                 |
| 11 | American Boy                                          | Eddie Rabbitt                     |
| 2  | Back in My Younger Days                               | Don Williams                      |
| 14 | Back Where I Come From                                | Mac McAnally                      |
| 9  | The Battle Hymn of Love                               | Kathy Mattea & Tim O’Brien        |
| 15 | Black Coffee                                          | Lacy J. Dalton                    |
| 12 | Black Velvet                                          | Robin Lee                         |
| 5  | Born to Be Blue                                       | The Judds                         |
| 11 | Bring Back Your Love to Me                            | Earl Thomas Conley                |
| 2  | Chasin' That Neon Rainbow                             | Alan Jackson                      |
| 2  | Crazy in Love                                         | Conway Twitty                     |
| 5  | Dancy's Dream                                         | Restless Heart                    |
| 7  | The Domino Theory                                     | Steve Wariner                     |
| 6  | Don't Go Out                                          | Tanya Tucker with T. Graham Brown |
| 4  | Drinking Champagne                                    | George Strait                     |
| 15 | Dumas Walker                                          | The Kentucky Headhunters          |
| 4  | Fast Movin' Train                                     | Restless Heart                    |
| 8  | A Few Ole Country Boys                                | Randy Travis & George Jones       |
| 5  | Fool Such as I                                        | Baillie & the Boys                |
| 6  | Fourteen Minutes Old                                  | Doug Stone                        |
| 5  | Ghost in This House                                   | Shenandoah                        |
| 10 | Good Friends, Good Whiskey, Good Lovin‘               | Hank Williams Jr.                 |
| 16 | Guardian Angels                                       | The Judds                         |
| 4  | He Talks to Me                                        | Lorrie Morgan                     |
| 2  | He Walked on Water                                    | Randy Travis                      |
| 13 | Heartbreak Hurricane                                  | Ricky Skaggs                      |
| 3  | Here in the Real World                                | Alan Jackson                      |
| 8  | Hillbilly Rock                                        | Marty Stuart                      |
| 2  | Holdin' a Good Hand                                   | Lee Greenwood                     |
| 20 | Hummingbird                                           | Ricky Skaggs                      |
| 9  | I Can't Turn the Tide                                 | Baillie & the Boys                |
| 7  | I Could Be Persuaded                                  | The Bellamy Brothers              |
| 3  | I Fell in Love                                        | Carlene Carter                    |
| 2  | I Meant Every Word He Said                            | Ricky Van Shelton                 |
| 8  | I Watched It All (On My Radio)                        | Lionel Cartwright                 |
| 4  | I'd Be Better Off (In a Pine Box)                     | Doug Stone                        |
| 2  | I'm Gonna Be Somebody                                 | Travis Tritt                      |
| 3  | I'm Over You                                          | Keith Whitley                     |
| 6  | If Looks Could Kill                                   | Rodney Crowell                    |
| 6  | If You Could Only See Me Now                          | T. Graham Brown                   |
| 13 | In Another Lifetime                                   | The Desert Rose Band              |
| 12 | In My Eyes                                            | Lionel Cartwright                 |
| 10 | Island                                                | Eddy Raven                        |
| 5  | It's You Again                                        | Skip Ewing                        |
| 4  | Just as Long as I Have You                            | Don Williams                      |
| 17 | Keep It in the Middle of the Road                     | Exile                             |
| 7  | Leave It Alone                                        | The Forester Sisters              |
| 7  | Little Girl                                           | Reba McEntire                     |
| 3  | Many a Long and Lonesome Highway                      | Rodney Crowell                    |
| 18 | Moonshadow Road                                       | T. Graham Brown                   |
| 2  | My Arms Stay Open All Night                           | Tanya Tucker                      |
| 7  | My Heart Is Set on You                                | Lionel Cartwright                 |
| 3  | Never Knew Lonely                                     | Vince Gill                        |
| 20 | The Night's Too Long                                  | Patty Loveless                    |
| 2  | Nobody's Talking                                      | Exile                             |
| 2  | Not Counting You                                      | Garth Brooks                      |
| 3  | Nothing's News                                        | Clint Black                       |
| 8  | Oh Lonesome Me                                        | The Kentucky Headhunters          |
| 13 | Oklahoma Swing                                        | Vince Gill with Reba McEntire     |
| 5  | On Down the Line                                      | Patty Loveless                    |
| 8  | One Man Woman                                         | The Judds                         |
| 8  | Overnight Success                                     | George Strait                     |
| 3  | Pass It On Down                                       | Alabama                           |
| 8  | Precious Thing                                        | Steve Wariner                     |
| 4  | Put Yourself in My Shoes                              | Clint Black                       |
| 7  | Quittin' Time                                         | Mary Chapin Carpenter             |
| 3  | Richest Man on Earth                                  | Paul Overstreet                   |
| 10 | Right in the Wrong Direction                          | Vern Gosdin                       |
| 8  | Runnin' with the Wind                                 | Eddie Rabbitt                     |
| 17 | Searchin' for Some Kind of Clue                       | Billy Joe Royal                   |
| 6  | See If I Care                                         | Shenandoah                        |
| 2  | Seein' My Father in Me                                | Paul Overstreet                   |
| 2  | She Came from Fort Worth                              | Kathy Mattea                      |
| 12 | Simple Man                                            | Charlie Daniels Band              |
| 14 | Someone Else's Trouble Now                            | Highway 101                       |
| 14 | Something of a Dreamer                                | Mary Chapin Carpenter             |
| 6  | Sooner or Later                                       | Eddy Raven                        |
| 6  | Start All Over Again                                  | The Desert Rose Band              |
| 2  | Statue of a Fool                                      | Ricky Van Shelton                 |
| 10 | Story of Love                                         | The Desert Rose Band              |
| 2  | Stranger Things Have Happened                         | Ronnie Milsap                     |
| 18 | Tell Me Why                                           | Jann Browne                       |
| 4  | That Just About Does It                               | Vern Gosdin                       |
| 8  | There You Are                                         | Willie Nelson                     |
| 14 | This Ain't My First Rodeo                             | Vern Gosdin                       |
| 11 | This Side of Goodbye                                  | Highway 101                       |
| 13 | ‘Til a Tear Becomes a Rose                            | Keith Whitley & Lorrie Morgan     |
| 2  | Till I Can't Take It Anymore                          | Billy Joe Royal                   |
| 3  | Too Cold at Home                                      | Mark Chesnutt                     |
| 2  | Walk On                                               | Reba McEntire                     |
| 4  | Walkin', Talkin', Cryin', Barely Beatin' Broken Heart | Highway 101                       |
| 3  | Walking Shoes                                         | Tanya Tucker                      |
| 3  | Wanted                                                | Alan Jackson                      |
| 20 | Western Girls                                         | Marty Stuart                      |
| 2  | When I Call Your Name                                 | Vince Gill                        |
| 5  | When I Could Come Home to You                         | Steve Wariner                     |
| 10 | When It's Gone                                        | Nitty Gritty Dirt Band            |
| 10 | Where've You Been                                     | Kathy Mattea                      |
| 5  | Wrong                                                 | Waylon Jennings                   |
| 7  | Yet                                                   | Exile                             |

### Deutschsprachige Singleveröffentlichungen
- Arizona – Truck Stop
- Hallo, Guten Morgen Deutschland 1990 – Tom Astor
- Junger Adler – Tom Astor
- Square Dance-Darling – Truck Stop

## Alben

### Jahres-End-Charts
Dies ist die Top 10 der Year-End-Charts, die vom Billboard-Magazin erhoben wurde.
1. Killin’ Time – Clint Black
2. No Holdin’ Back – Randy Travis
3. Pickin’ on Nashville – The Kentucky Headhunters
4. Garth Brooks – Garth Brooks
5. Leave the Light On – Lorrie Morgan
6. RVS III – Ricky Van Shelton
7. Simple Man – Charlie Daniels Band
8. Willow in the Wind – Kathy Mattea
9. The Boys Are Back – Sawyer Brown
10. Reba Live – Reba McEntire

### Nummer-eins-Alben
- 30. Dezember 1989 – No Holdin’ Back – Randy Travis
- 27. Januar – Killin’ Time – Clint Black
- 3. März – RVS III – Ricky Van Shelton
- 5. Mai – Killin’ Time – Clint Black
- 14. Juli – Livin’ It Up – George Strait
- 13. Oktober – No Fences – Garth Brooks
- 24. November – Heroes & Friends – Randy Travis
- 1. Dezember – No Fences – Garth Brooks
- 22. Dezember – Put Yourself in My Shoes – Clint Black

### Weitere Alben
Die Auswahl beschränkt sich auf Alben, die in den Country-Billboard-Charts in die Top 20 gekommen sind.
| US | Album                         | Künstler                   | Label              |
| -- | ----------------------------- | -------------------------- | ------------------ |
| 11 | America (The Way I See It)    | Hank Williams, Jr.         | Curb/Warner Bros.  |
| 8  | A Collection of Hits          | Kathy Mattea               | Mercury/PolyGram   |
| 3  | Country Club                  | Travis Tritt               | Warner Bros.       |
| 12 | Doug Stone                    | Doug Stone                 | Epic               |
| 9  | The Eagle                     | Waylon Jennings            | Epic               |
| 11 | Extra Mile                    | Shenandoah                 | Columbia           |
| 6  | Fast Movin' Train             | Restless Heart             | RCA Nashville      |
| 5  | Greatest Hits                 | Keith Whitley              | RCA Nashville      |
| 4  | Here in the Real World        | Alan Jackson               | Arista Nashville   |
| 4  | Highwayman 2                  | The Highwaymen             | Columbia           |
| 19 | I Fell in Love                | Carlene Carter             | Reprise            |
| 7  | If There Was a Way            | Dwight Yoakam              | Reprise            |
| 20 | Laredo                        | Steve Wariner              | MCA Nashville      |
| 2  | Lone Wolf                     | Hank Williams, Jr.         | Curb/Warner Bros.  |
| 5  | Love Can Build a Bridge       | The Judds                  | RCA/Curb           |
| 5  | Love in a Small Town          | K. T. Oslin                | RCA Nashville      |
| 13 | On Arrival                    | Dan Seals                  | Capitol Nashville  |
| 12 | On Down the Line              | Patty Loveless             | MCA Nashville      |
| 17 | Pages of Life                 | Desert Rose Band           | Curb/MCA Nashville |
| 3  | Pass It on Down               | Alabama                    | RCA Nashville      |
| 12 | Pirates of the Mississippi    | Pirates of the Mississippi | Capitol Nashville  |
| 2  | Rumor Has It                  | Reba McEntire              | MCA Nashville      |
| 11 | Shooting Straight in the Dark | Mary Chapin Carpenter      | Columbia           |
| 18 | Tennessee Woman               | Tanya Tucker               | Capitol Nashville  |
| 12 | Too Cold at Home              | Mark Chesnutt              | MCA Nashville      |
| 12 | Young Man                     | Billy Dean                 | SBK/Liberty        |

### DeutschsprachigeAlbumveröffentlichungen
- 12 Uhr Mittags – Bruce Low (Kompilation)
- 500 Meilen von Zuhaus – Jonny Hill (Kompilation)
- Arizona – Truck Stop (DE: Platz 42)[5]
- Country Made in Germany – Ecke & Co[6]
- Junger Adler – Tom Astor
- Ohne Grenzen – Jonny Hill
- Unsere Heimat ist der Ozean – Jonny Hill (Kompilation)
- Zeit zu geh’n – Western Railroad

## Geboren
- 28. Februar: Steve Grand
- 2. März: Luke Combs
- 30. März: Thomas Rhett
- 10. April: Maren Morris
- 24. April: Carly Pearce
- 17. Mai: Kree Harrison
- 27. Mai: Brett Kissel
- 23. Juli: Neil Perry (The Band Perry)
- 27. Juli: Cheyenne Kimball (Gloriana)
- 13. September: Hardy
- 22. Oktober: Dylan Scott

## Gestorben
- 26. April: Wesley Rose (72)
- 15. August: Lew DeWitt (52, The Statler Brothers)
- 31. Oktober: Carl Belew (59)

## Neue Mitglieder der Hall of Fames

### Country Music Hall of Fame
- Tennessee Ernie Ford

### Canadian Country Music Hall of Fame
- Gordie Tapp
- Ron Sparling

### Nashville Songwriters Hall of Fame
- Jimmy Webb

## Bedeutende Auszeichnungen

### Grammys
- Best Female Country Vocal Performance – k.d.lang – Absolute Torch And Twang
- Best Male Country Vocal Performance – Lyle Lovett – Lyle Lovett And His Large Band
- Best Country Performance By A Duo Or Group – Nitty Gritty Dirt Band – Will The Circle Be Unbroken Volume Two
- Best Country Vocal Collaboration – Hank Williams Jr. & Hank Williams Sr. – There's A Tear In My Beer
- Best Country Instrumental Performance – Randy Scruggs – Amazing Grace
- Best Bluegrass Recording – Bruce Hornsby & Nitty Gritty Dirt Band – The Valley Road
- Best Country Song – Rodney Crowell – After All This Time[7]

### Juno Awards
- Country Male Vocalist of the Year – George Fox
- Country Female Vocalist of the Year – Rita MacNeil
- Country Group or Duo of the Year – Prairie Oyster

### Academy of Country Music Awards
- Entertainer Of The Year – George Strait
- Song Of The Year – Where've You Been – Kathy Mattea – Jon Vezner, Don Henry
- Single Of The Year – A Better Man – Clint Black
- Album Of The Year – Killin' Time – Clint Black
- Top Male Vocalist – Clint Black
- Top Female Vocalist – Kathy Mattea
- Top Vocal Duo – The Judds
- Top Vocal Group – Restless Heart
- Top New Male Vocalist – Clint Black
- Top New Female Vocalist – Mary Chapin Carpenter
- Top New Vocal Duo Or Group – Kentucky HeadHunters
- Video Of The Year – There's A Tear In My Beer – Hank Williams Jr.

### ARIA Awards
- Best Country Album – Warragul – John Williamson

### Country Music Association Awards
- Entertainer of the Year – George Strait
- Song Of The Year – Where’ve You Been – J.Vezner / D.Henry
- Single Of The Year – When I Call Your Name – Vince Gill
- Album Of The Year – Pickin’ On Nashville – Kentucky HeadHunters
- Male Vocalist Of The Year – Clint Black
- Female Vocalist Of The Year – Kathy Mattea
- Vocal Duo Of The Year – The Judds
- Vocal Group Of The Year – Kentucky HeadHunters
- Musician Of The Year – Johny Gimble
- Horizon Award – Garth Brooks
- Vocal Event Of The Year – Lorrie Morgan / Keith Whitley
- Music Video Of The Year – The Dance – Garth Brooks

### American Music Awards
- Favorite Country Male Artist – Randy Travis
- Favorite Country Female Artist – Reba McEntire
- Favorite Country Band/Duo/Group – Alabama
- Favorite Country Album – Old 8x10 – Randy Travis
- Favorite Country Song – Deeper Than the Holler – Randy Travis
- Favorite Country New Artist – Clint Black